# Hannover Indians

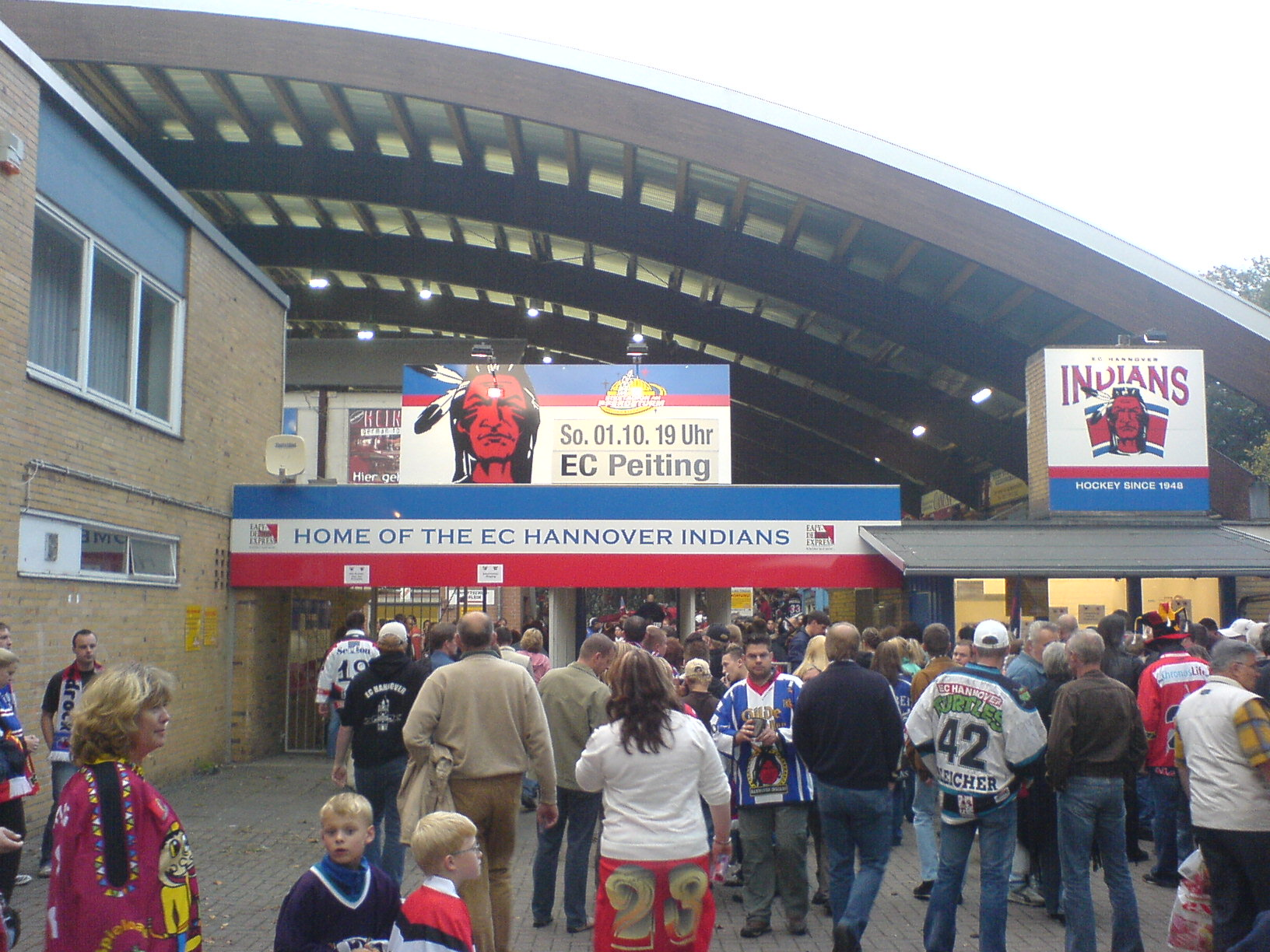
Eisstadion am Pferdeturm

Die EC Hannover Indians sind ein Eissportverein aus Hannover (Niedersachsen), der insbesondere für seine 1. Herren-Mannschaft im Eishockey bekannt ist. Obwohl einer längeren Tradition verbunden, wurde der heutige Verein erst 1998 als Kleefelder Eissportverein (KEV) gegründet. 2006 folgte die Umbenennung in EC Hannover Indians, womit der Bezug zu den beiden Vorgängervereinen (EC Hannover und EC in Hannover) verdeutlicht werden sollte. Die Mannschaft spielt aktuell in der drittklassigen Oberliga Nord.

## Geschichte

### ESG Hannover (1948–1956)
Die Eissportgesellschaft Hannover (E.S.G) wurde im Mai 1948 von Fedor Rose gegründet, der 1922 in Chorzów (deutsch: Königshütte) geboren wurde. Rose kam nach Ende des Zweiten Weltkriegs 1947 nach Hannover. Hier wollte er mit anderen Personen, die hauptsächlich aus Schlesien und dem Sudetenland stammten, seiner Lieblingsfreizeitbeschäftigung, dem Eishockey, nachgehen. Unter den anderen befand sich der Bruder des B-Nationalspielers Ernst Eichler. Das erste Spiel mit der Beteiligung der E.S.G. fand gar vor deren Gründung im Januar 1948 statt. Gegner war der TC Grunewald Berlin. Das Problem der damaligen Zeit bestand darin, dass der Verein keine benutzbare Eisfläche hatte. So nutzte man zunächst eine Betonfläche hinter dem Zoo, die die Stadt dem Verein zur Verfügung gestellt hatte. 1951 und 1953 wurde die Mannschaft norddeutscher Meister.

### RESG Hannover (1956–1963)
Die ESG fusionierte 1956 mit dem Hannoverschen Roll Sport Club (HRSC) zur Roll- und Eissportgesellschaft Hannover (RESG). Man hoffte den Erfolg der Rollschuhsportler, welche auch auf Bundesebene überzeugen konnten, auf das Eishockey übertragen zu können. Doch im Sommer darauf wandten sich einige Rollsportler vom Verein wieder ab, da ihnen der Verein zu eishockeylastig geführt wurde. Sie gründeten den Eis- und Rollsportclub (ERC) Hannover, der sich hauptsächlich auf den Rollsport konzentrierte.
Ebenfalls im Sommer 1957 stellte der Oberstadtdirektor Karl Wiechert der RESG ein Gelände am Pferdeturm zur Verfügung, um ein Kunsteisstadion zu ermöglichen. Im darauffolgenden Sommer wurde der erste Bauabschnitt genehmigt. Am 7. November 1959 wurde das Eisstadion am Pferdeturm mit einer Eiskunstlaufveranstaltung vor über 3000 Zuschauern eröffnet.

### EC Hannover (1963–1984)
Nach finanziellen Problemen der RESG wurde der Verein am 18. Dezember 1963 Eissport Club Hannover umbenannt. 1967 stieg die Mannschaft in die zweithöchste Spielklasse, die Oberliga Nord auf, wo man sich bis 1971 hielt.
1981 stieg die Mannschaft am grünen Tisch in die 2. Eishockey-Bundesliga auf. Nach der Vorrunde, die man auf dem letzten Platz beendete, wurde die Mannschaft vom Spielbetrieb abgemeldet und die Spielbetriebsgesellschaft aufgelöst.
1982 startete der Verein neu in der Landesliga. Es folgte der Aufstieg in die Regionalliga und die Regionalligameisterschaft 1984, dann musste der Verein jedoch Konkurs anmelden.

### EC in Hannover (1984–1998)
Als Nachfolger für den in Konkurs gegangenen EC Hannover wurde der Eislauf-Club (EC) in Hannover 1984 gegründet. Der EC in Hannover startete 1984 in der Regionalliga. 1988 gelang der Aufstieg in die zweite Bundesliga.
Der „EC in Hannover“ wurde 1994 Gründungsmitglied der Deutschen Eishockey Liga und gehörte dieser Liga bis 1996 an. 1996 ging die Betriebsgesellschaft des EC in Hannover in Konkurs.
Von 1996 bis 1998 spielte der Verein unter dem Namen EC Hannover Turtles in der zweitklassigen 1. Liga. Im Juli 1998 meldete der Verein Konkurs an.

### KEV Hannover (1998–2004)
Nach dem Konkurs des EC in Hannover wurden zwei Nachfolgevereine gegründet: Zum einen der Kleefelder Eissport Verein (KEV) und zum anderen der Hannöversche Eissport-Club zu Kleefeld (HECK). Die Mehrzahl der ehemaligen Vereinsmitglieder wechselte zum KEV, weswegen der HECK später seinen Mietantrag für das Stadion zurückzog. Der KEV bekam den Zuschlag und konnte auch zugleich mit einem Ligenspielbetrieb anfangen. Die erste Mannschaft des KEV trat als Hannover Indians an. Das erste Spiel fand am 18. Oktober gegen den ESC Wedemark statt.
Der Neubeginn in der Regionalliga Nord 1998 war geprägt von den vielen alten ECH-Spielern. Zu nennen sind hier unter anderem Friedhelm Bögelsack, Joachim Lempio, Atze Rädler sowie die Brüder Siggi und Dieter Reiss.
1999 stieg der KEV Hannover in die Oberliga auf. Nach zwei Jahren in der Oberliga mit durchschnittlichem Erfolg kam es 2001 aus finanziellen Gründen zu einem Rückzug in die Regionalliga. Die Saison 2001/02 schlossen die Indians mit 48 Siegen in 48 Spielen als Meister in der Regionalliga Nord/Ost und West ab und stellten damit einen deutschen Rekord auf. Der Wiederaufstieg in die Oberliga wurde vom DEB zunächst verweigert, was zu Protestaktionen seitens des Vereins und der Fans führte. Unter anderem wurde eine Anzeige in der Fachzeitschrift Eishockey News geschaltet und in der hannoverschen Innenstadt demonstriert. Sogar vom niedersächsischen Ex-Ministerpräsidenten und damals amtierenden Bundeskanzler Gerhard Schröder (SPD) erhielt das Team Unterstützung. Man einigte sich schließlich auf eine Teilnahme der Indians an der Oberliga Süd/Ost, was Auswärtsfahrten von durchschnittlich 400 Kilometer für Mannschaft und Fans bedeutete.

### EC Hannover Indians GmbH (2004–2013)
2004 wurde der Spielbetrieb der Profimannschaft in die Hannover Indians GmbH ausgelagert. Diese wurde 2007 von Dirk Wroblewski, Bernd Blumenthal und Jörg-Walther Koch übernommen und 2009 in EC Hannover Indians GmbH umbenannt.
In der Saison 2004/05 erreichten die Hannover Indians das Halbfinale der Oberliga-Play-offs. Auch in der Saison 2005/06 war der Aufstieg wieder das primäre Ziel. Im entscheidenden Spiel um den Aufstieg wurde im Penaltyschießen gegen den EV Landsberg verloren. In der Saison 2008/09 stand der hannoversche Verein im Finale um den Aufstieg in die 2. Bundesliga und erreichte durch eine 3:0-Serie gegen die Roten Teufel Bad Nauheim die sportliche Qualifikation für die zweithöchste Liga. Die Saison 2009/10 schloss die Mannschaft auf dem vorletzten Rang ab. In den anschließenden Play-downs verloren die Indians in der ersten Runde mit 1:4 Spielen gegen die Eispiraten Crimmitschau, konnten allerdings in der zweiten Runde gegen die Wölfe Freiburg den Klassenerhalt sichern.
Am 27. Februar 2013 stellte die EC Hannover Indians GmbH aufgrund von Zahlungsunfähigkeit einen Insolvenzantrag und stand damit als Absteiger aus der 2. Bundesliga fest. Als Folge entfielen auch die geplanten Play-downs der 2. Bundesliga.

### EC Hannover Indians e. V. (seit 2006)

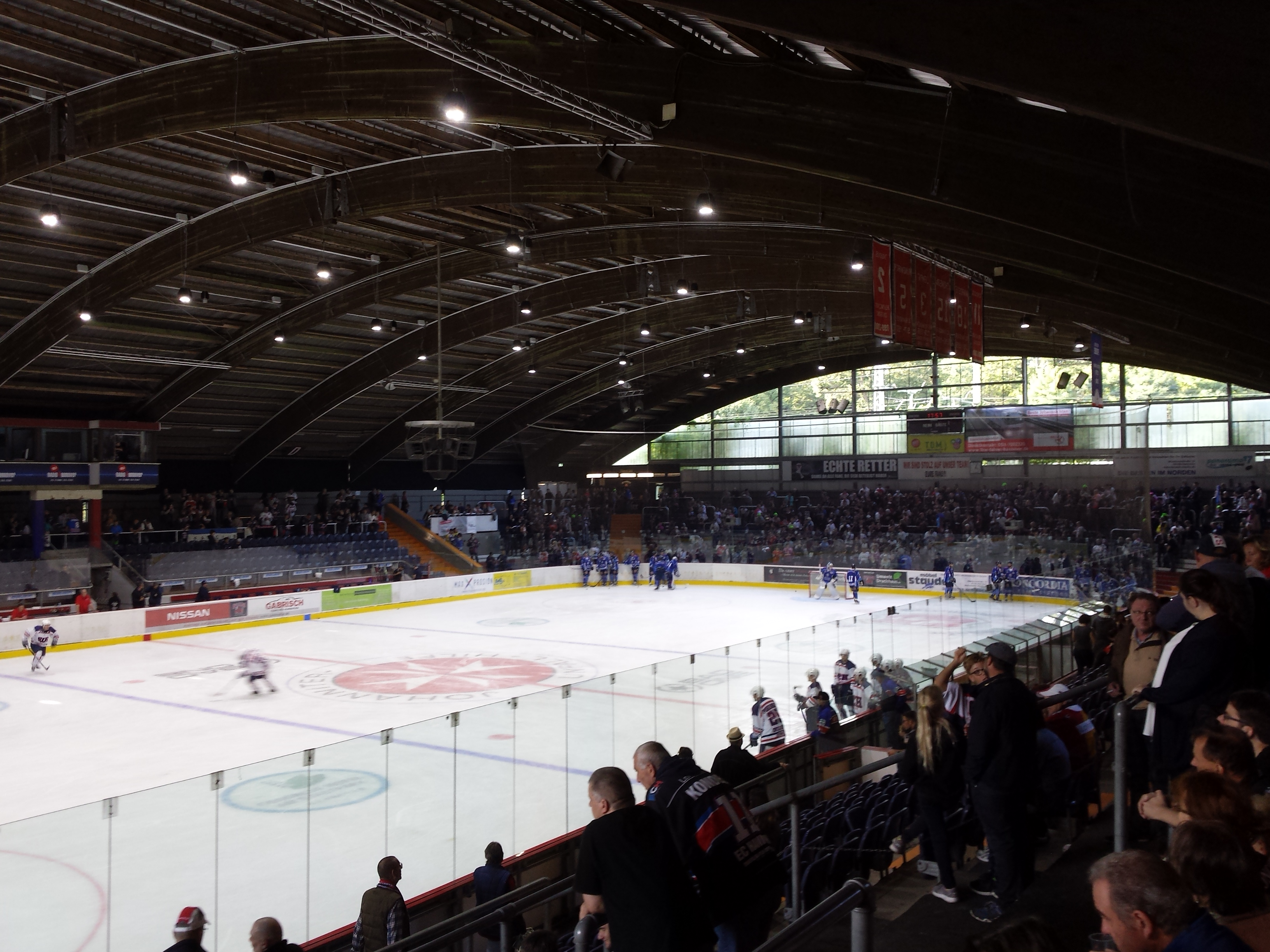
Vorbereitungsspiel der Indians im Jahr 2017

2006 wurde der Stammverein KEV Hannover in EC Hannover Indians umbenannt. In ihm sind die Frauenmannschaft und die Nachwuchsmannschaften organisiert. Die Amateurmannschaften wurden 2009 in den Verein EC Hannover Pferdeturm Towers ausgelagert. Im Sommer 2010 wurde die Oberligamannschaft, die seit 2009/10 als Spielgemeinschaft des EC Hannover Indians und des EC Hannover Pferdeturm Towers organisiert wurde, in EC Hannover Braves umbenannt, um eine engere Kooperation mit der ersten Mannschaft auszudrücken. 2012 wurde der Spielbetrieb der Hannover Braves eingestellt.
Nach der Insolvenz der bisherigen Profisport-GmbH meldete der Stammverein mit dem zwischenzeitlichen Gesellschafter und Geschäftsführer Wolfram Cech für die Saison 2013/14 eine neue 1. Mannschaft mit gleichem Namen für die Oberliga-Nord. Der Betrieb der 1. Mannschaft wurde anschließend in die EC Hannover Indians Eishockey-Spielbetriebs GmbH ausgelagert. Neben dem Stammverein (mit 26 %) sind daran die Stadionbetriebsgesellschaft KMG Network und Spielbetriebsorganisator Jan Schulze-Roterberg (jeweils mit 37 %) als Gesellschafter beteiligt.
Nachdem 2012 die damalige 2. Mannschaft (Hannover Braves) aus Kostengründen vom Spielbetrieb abgemeldet wurde, fanden viele ECH-Spieler ihre neue sportliche Heimat beim benachbarten Herforder EV. Als dieser dann 2013 den Rückzug aus der Oberliga-West vollziehen musste, ergab sich die Möglichkeit, diese Mannschaft fast geschlossen als neues Indians-Team für die Oberliga-Nord zu übernehmen. Dazu konnten noch einige andere ehemalige Indians-Nachwuchsspieler zurückgewonnen werden, so dass für den Neustart in der Saison 2013/14 fast komplett auf teure Vollprofispieler verzichtet werden konnte.
Ab der Saison 2014/2015 nahmen die Nachwuchsmannschaften des ECH in einer Kooperation mit dem SC Langenhagen als Eishockeynachwuchs Hannover (ENH) am Spielbetrieb teil. Darüber hinaus war der Verein gemeinsam mit dem SCL und den EC Wedemark Scorpions an der Regionalligamannschaft United North Stars beteiligt. Zur Saison 2017/18 wurde eine Kooperation mit den ESC Wedemark Scorpions im Nachwuchsbereich begründet, die Spielgemeinschaften in verschiedenen Altersklassen vorsieht.

### Platzierungen
| Saison  | Liga               | Platzierung                         |
| ------- | ------------------ | ----------------------------------- |
| 1961/62 | Gruppenliga Nord   | 2. Platz                            |
| 1962/63 | Gruppenliga Nord   | 2. Platz                            |
| 1963/64 | Gruppenliga Nord   | 2. Platz                            |
| 1964/65 | Gruppenliga Nord   | 3. Platz                            |
| 1965/66 | Regionalliga Nord  | 2. Platz                            |
| 1966/67 | Regionalliga Nord  | Meister / RL-Vizemeister / Aufstieg |
| 1967/68 | Oberliga Nord      | 5. Platz                            |
| 1968/69 | Oberliga Nord      | 6. Platz                            |
| 1969/70 | Oberliga Nord      | 5. Platz                            |
| 1970/71 | Oberliga           | 16. Platz / Abstieg                 |
| 1971/72 | Regionalliga Nord  | 4. Platz                            |
| 1972/73 | Regionalliga Nord  | 3. Platz / Aufstieg                 |
| 1973/74 | Oberliga Nord      | Meister / Oberliga Vizemeister      |
| 1974/75 | Oberliga Nord      | 2. Platz                            |
| 1975/76 | Oberliga Nord      | 5. Platz                            |
| 1976/77 | Oberliga Nord      | 4. Platz                            |
| 1977/78 | Oberliga Nord      | 3. Platz                            |
| 1978/79 | Oberliga Nord      | 2. Platz                            |
| 1979/80 | Oberliga Nord      | 3. Platz                            |
| 1980/81 | Oberliga Nord      | 2. Platz / Aufstieg                 |
| 1981/82 | 2. Bundesliga Nord | 7. Platz / Abstieg                  |
| 1982/83 | Oberliga Nord/West | 7. Platz / Abstieg                  |
| 1983/84 | Regionalliga Nord  | Meister / –                         |
| 1984/85 | Regionalliga Nord  | 3. Platz / Aufstieg                 |
| 1985/86 | Oberliga Nord      | 8. Platz                            |
| 1986/87 | Oberliga Nord      | 4. Platz                            |
| 1988    | Oberliga Nord      | 2. Platz / Aufstieg                 |
| 1988/89 | 2. Bundesliga Nord | 7. Platz                            |
| 1989/90 | 2. Bundesliga Nord | 6. Platz                            |
| 1990/91 | 2. Bundesliga      | 3. Platz                            |
| 1991/92 | 2. Bundesliga      | 6. Platz                            |
| 1992/93 | 2. Bundesliga      | 6. Platz, Viertelfinale             |

| Saison  | Liga              | Platzierung                          |
| ------- | ----------------- | ------------------------------------ |
| 1993/94 | 2. Bundesliga     | 6. Platz, Viertelfinale / Aufstieg   |
| 1994/95 | DEL               | 14. Platz, Achtelfinale              |
| 1995/96 | DEL               | 16. Platz, Achtelfinale / Abstieg    |
| 1996/97 | 1. Liga Nord      | 5. Platz, Achtelfinale               |
| 1997/98 | 1. Liga Nord      | 2. Platz / 10. Platz / Rückzug       |
| 1998/99 | Regionalliga Nord | Quali zur OL-Nord 10. Platz          |
| 1999/00 | Oberliga Nord     | 7. Platz                             |
| 2000/01 | Oberliga Nord     | 9. Platz / Rückzug                   |
| 2001/02 | Regionalliga N/O  | Meister / Aufstieg                   |
| 2002/03 | Oberliga          | Abstiegsrunde 3. Platz               |
| 2003/04 | Oberliga          | 8. Platz, Viertelfinale              |
| 2004/05 | Oberliga          | 4. Platz, Halbfinale                 |
| 2005/06 | Oberliga          | 4. Platz, Halbfinale                 |
| 2006/07 | Oberliga          | 5. Platz, Halbfinale                 |
| 2007/08 | Oberliga Nord     | 3. Platz / OL Viertelfinale          |
| 2008/09 | Oberliga Nord     | Meister / Aufstieg                   |
| 2009/10 | 2. Bundesliga     | 13. Platz, Sieger 2. PD-Runde        |
| 2010/11 | 2. Bundesliga     | 9. Platz, Pre-Play-off-Runde         |
| 2011/12 | 2. Bundesliga     | 8. Platz, Viertelfinale              |
| 2012/13 | 2. Bundesliga     | 11. Platz / Abstieg                  |
| 2013/14 | Oberliga Nord     | 3. Platz / OL Endrunde 5. Gruppe A   |
| 2014/15 | Oberliga Nord     | 1. Platz, Finale (PO – Nord) / OL VF |
| 2015/16 | Oberliga Nord     | 3. Platz / OL Viertelfinale          |
| 2016/17 | Oberliga Nord     | 9. Platz / OL Viertelfinale          |
| 2017/18 | Oberliga Nord     | 7. Platz / OL Achtelfinale           |
| 2018/19 | Oberliga Nord     | 3. Platz / OL Achtelfinale           |
| 2019/20 | Oberliga Nord     | 4. Platz / –                         |
| 2020/21 | Oberliga Nord     | 7. Platz / Viertelfinale (PO – Nord) |
| 2021/22 | Oberliga Nord     | 4. Platz / OL Halbfinale             |
| 2022/23 | Oberliga Nord     | 4. Platz / OL Viertelfinale          |
| 2023/24 | Oberliga Nord     | 4. Platz / OL Viertelfinale          |
| 2024/25 | Oberliga Nord     | 5. Platz / OL Achtelfinale           |

## Stadion

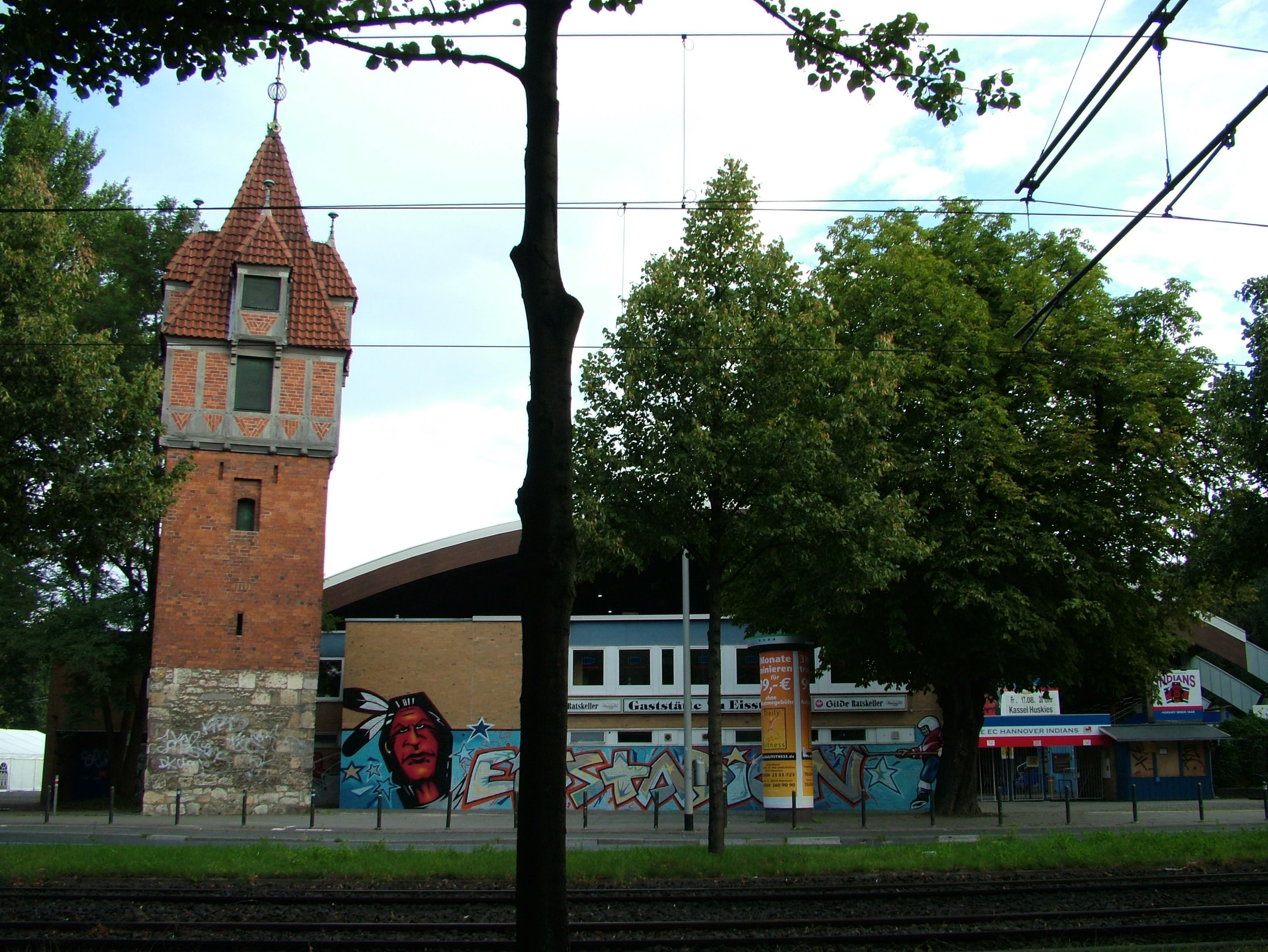
Eisstadion am mittelalterlichen Pferdeturm

Die Hannover Indians spielen ihre Heimspiele im Eisstadion am Pferdeturm aus. Das Eisstadion umfasst 4608 Plätze, darunter 714 Sitzplätze.

## Fans
Zu den Ligaspielen kommen regelmäßig über 3000 Fans und bei Topspielen sind auch über 4500 Zuschauer keine Seltenheit. Auch zu Auswärtsspielen reisen je nach Entfernung regelmäßig Fans mit.
Für Aufsehen sorgte 1999 der Sonderzug in die nur gut 20 Kilometer entfernte Wedemark oder die Schiffsfahrten nach Wolfsburg (2000) und Bremerhaven (2009). Am 28. Dezember 2008 begleiteten über 2000 Fans unter dem Motto „Alle nach Halle“ die Mannschaft zum Auswärtsspiel nach Halle (Saale). Weiterhin reisten am 10. Januar 2010 rund 200 Indians-Anhänger per Sonderflug zum Auswärtsspiel beim damaligen Spitzenreiter EHC München.
Als Aushängeschild ist hierbei das Fan-Projekt zu nennen. Fanfreundschaften existieren mit Fangruppen der Iserlohn Roosters, des ESC Halle 04, der BSC Preussen Berlin und der Grizzly Adams Wolfsburg.

## Zuschauerzahlen
| Saison  | Zuschauerschnitt                  |
| ------- | --------------------------------- |
| 2024/25 | 3.539 (3.581 inkl. Play-offs)     |
| 2023/24 | 3.297 (3.476 inkl. Play-offs)     |
| 2022/23 | 2.691 (2.885 inkl. Play-offs)     |
| 2021/22 | 1.439 (1.929 inkl. Play-offs)     |
| 2020/21 | 0                                 |
| 2019/20 | 2.938                             |
| 2018/19 | 2.742 (2.817 inkl. Play-offs)     |
| 2017/18 | 2.688 (2.704 inkl. Play-offs)     |
| 2016/17 | 2.691 (2.788 inkl. Play-offs)     |
| 2015/16 | 2.765 (2.723 inkl. Play-offs)     |
| 2014/15 | 2.780 (2.812 inkl. Play-offs)     |
| 2013/14 | 2.738 (2.620 inkl. Endrunde)      |
| 2012/13 | 2.831                             |
| 2011/12 | 3.015 (2.984 inkl. Play-offs)     |
| 2010/11 | 3.033 (3.010 inkl. Pre-Play-offs) |
| 2009/10 | 3.040 (3.100 inkl. Play-downs)    |
| 2008/09 | 3.264 (3.437 inkl. Play-offs)     |
| 2007/08 | 2.886                             |
| 2006/07 | 2.809                             |
| 2005/06 | 3.207                             |
| 2004/05 | 2.674                             |

## Spieler

### Mannschaft der Saison 2023/24
Stand: 5. Oktober 2023
| Torhüter    | Torhüter                 | Torhüter                        | Torhüter                        | Torhüter           | Torhüter                      | Torhüter     | Torhüter                |
| Nr.         |                          | Name                            | Name                            | Geburtsdatum       | Geburtsort                    | Im Team seit | Letztes Team            |
| ----------- | ------------------------ | ------------------------------- | ------------------------------- | ------------------ | ----------------------------- | ------------ | ----------------------- |
| 01          | Deutschland              | Tobias Wüsthoff                 | Tobias Wüsthoff                 | 8. September 2001  | Deutschland                   | 2023         | EC Hannover Indians U23 |
| 30          | Kanada und Deutschland   | Brett Jaeger                    | Brett Jaeger                    | 18. Januar 1983    | Peace River, Alberta, Kanada  | 2023         | Hannover Scorpions      |
| 31          | Deutschland              | Ansgar Preuß                    | Ansgar Preuß                    | 18. Februar 1996   | Hannover, Deutschland         | 2023         | Hannover Scorpions      |
| 67          | Italien und Deutschland  | David Miserotti-Böttcher        | David Miserotti-Böttcher        | 11. April 2001     | Sterzing, Italien             | 2021         | Dresdner Eislöwen       |
| 90          | Deutschland              | Jan Dalgic († 14. Oktober 2023) | Jan Dalgic († 14. Oktober 2023) | 4. Januar 1998     | Bonn, Deutschland             | 2021         | ESV Kaufbeuren          |
| Verteidiger |                          |                                 |                                 |                    |                               |              |                         |
| Nr.         |                          | Name                            | Name                            | Geburtsdatum       | Geburtsort                    | Im Team seit | Letztes Team            |
| 07          | Deutschland              | Tobias Möller U23               | Tobias Möller U23               | 27. Juli 2000      | Wuppertal, Deutschland        | 2021         | SC Riessersee           |
| 08          | Vereinigte Staaten       | Christian Hausinger AL          | Christian Hausinger AL          | 9. Dezember 1996   | Anchorage, Alaska, USA        | 2023         | Fife Flyers             |
| 22          | Deutschland              | Nicolas Turnwald A              | Nicolas Turnwald A              | 11. Mai 1990       | Bamberg, Deutschland          | 2016         | Blue Devils Weiden      |
| 23          | Deutschland              | Luca Trinkberger                | Luca Trinkberger                | 27. März 1998      | Landshut, Deutschland         | 2023         | EHC Freiburg            |
| 32          | Deutschland              | Tobias Schmitz                  | Tobias Schmitz                  | 18. Mai 1997       | Krefeld, Deutschland          | 2023         | ESC Moskitos Essen      |
| 40          | Deutschland              | Phillip Messing                 | Phillip Messing                 | 17. Februar 1995   | Kaufbeuren, Deutschland       | 2022         | Deggendorfer SC         |
| 71          | Deutschland              | Maximilian Pohl                 | Maximilian Pohl                 | 11. September 1991 | Hannover, Deutschland         | 2013         | Weser Stars             |
| Angreifer   |                          |                                 |                                 |                    |                               |              |                         |
| Nr.         |                          | Name                            | Pos                             | Geburtsdatum       | Geburtsort                    | Im Team seit | Letztes Team            |
| 10          | Slokawei und Deutschland | Igor Bacek A                    | LW                              | 30. Januar 1986    | Bratislava, Slowakei          | 2017         | MEC Halle 04            |
| 16          | Deutschland              | Tom Stumpe U23                  | C                               | 24. Januar 2003    | Neuwied, Deutschland          | 2023         | Kölner Haie U20         |
| 17          | Deutschland              | Aaron-Pelle Beslé U23           | LW                              | 20. Juni 2003      | Deutschland                   | 2023         | EHC 80 Nürnberg U20     |
| 20          | Deutschland              | Robin Palka                     | RW                              | 26. März 1999      | Gummersbach, Deutschland      | 2021         | EV Landshut             |
| 21          | Deutschland              | Joe Kiss U23                    | C                               | 3. Juni 2000       | Erfurt, Deutschland           | 2021         | Dresdner Eislöwen       |
| 24          | Schweiz und Deutschland  | Sebastian Christmann            | RW                              | 8. September 1999  | Luzern, Schweiz               | 2021         | Selber Wölfe            |
| 25          | Slokawei und Deutschland | Branislav Pohanka C             | C                               | 20. August 1984    | Považská Bystrica, Slowakei   | 2015         | ESC Moskitos Essen      |
| 27          | Deutschland              | Dennis Palka                    | LW                              | 16. April 1992     | Gummersbach, Deutschland      | 2022         | Blue Devils Weiden      |
| 37          | Kanada und Deutschland   | Tyler Gron                      | RW                              | 7. September 1989  | Spruce Grove, Alberta, Kanada | 2023         | Eispiraten Crimmitschau |
| 74          | Deutschland              | Leonard MößingerU23             |                                 | 26. September 2003 | Hannover, Deutschland         | 2023         | Eisbären Regensburg U20 |
| 76          | Finnland                 | Matias Varttinen AL             | RW                              | 19. Juli 1995      | Eura, Finnland                | 2023         | Saale Bulls Halle       |
| 77          | Deutschland              | Jonas Wolter                    | LW                              | 27. Januar 1997    | Köln, Deutschland             | 2023         | Icefighters Leipzig     |
| 96          | Kanada                   | Dante Salituro AL               | C                               | 15. November 1996  | North York, Ontario, Kanada   | 2023         | HC Prešov               |

| Offizielle | Offizielle               | Offizielle      | Offizielle         | Offizielle       | Offizielle   | Offizielle            |
| Tätigkeit  |                          | Name            | Geburtsdatum       | Geburtsort       | Im Team seit | Letztes Team          |
| ---------- | ------------------------ | --------------- | ------------------ | ---------------- | ------------ | --------------------- |
| Trainer    | Deutschland              | Björn Naujokat  | 18. September 1980 | Deutschland      | 2017         | Hannover Scorpions 1b |
| Co-Trainer | Russland und Deutschland | Andrei Strachow | 17. November 1978  | Moskau, Russland | 2021         | Hannover Scorpions    |

| AL  | Spieler mit Ausländerlizenz |
| FL  | Förderlizenzspieler         |
| U23 | U23-Feldspieler             |
| C   | Mannschaftskapitän          |
| A   | Assistenzkapitän            |

### Bedeutende frühere Mannschaften

#### Oberligameister 2008/2009
| Position      | Name |
| Tor:          | Roman Kondelik, Dennis Korff, Lukas Smolka, Benjamin Voigt |
| Verteidigung: | Josef Staltmayr, Robin Thomson, Jan Hemmes, Tobias Stolikowski, Steve Slaton, Brad Bagu, Jan-Philipp Priebsch, Christopher Schadewaldt                                                                |
| Sturm:        | Jeremy Wagner, Adam Dewan, Marian Rohatsch, Michael Fendt, Jan Welke, Rob Hisey, Adriano Carciola, Christoph Koziol, Daniel Del Monte, Josiah Anderson, Kyle Doyle, Jamie Chamberlain, Bryan Phillips |
| Trainer:      | Joe West (Cheftrainer), Kent Todd (Co) |

## Gesperrte Spielernummern
- #2 Michael Dahms (1999–2008)
- #3 Joachim Lempio (1990–1995, 1998–1999)
- #5 Thomas Jungwirth (1987–1997)
- #11 Roman Kondelik (1999–2010)
- #15 Greg Thomson (1985–1992)
- #18 Mark Maroste (1988–1995)
- #25 Branislav Pohanka  (2015–2024)
- #39 Brad Bagu (1999–2005, 2008–2010)
- #90 Jan Dalgic (2021–2023)

## Trainer seit 1985

### EC in Hannover
- 1985–1986 Raynald Tessier
- 1986–1989 Paul Sommer
- 1989–1991 Bruce Keller
- 1991–1993 Wilbert Duszenko
- 1993–1993 Gordon Blumenschein
- 1993–1995 Hartmut Nickel
- 1995–1996 Ron Kennedy, Friedhelm Bögelsack, Josef Schlickenrieder
- 1996–1998 Dieter Frenzel

### Hannover Indians
- 1998–1999 Bruce Keller
- 1999 für fünf Spiele Freddie Carroll
- 1999–2002 Siggi Reiss
- 2002–2006 Greg Thomson / Joe West (Co-Trainer)
- 2006–2009 Joe West / Kent Todd (Co-Trainer)
- August 2009 – Oktober 2009 Craig Streu / Kent Todd (Co-Trainer)
- Oktober 2009 – April 2010 Joe West / Kent Todd (Co-Trainer)
- April 2010 – November 2011 Bernhard Kaminski / Peter Willmann (Co-Trainer)
- November 2011–2013 Christian Künast / Peter Willmann (Co-Trainer)
- 2013–2015 Peter Willmann / Marco Spors (Co-Trainer)
- 2015–2016 Fred Carroll / Tobias Stolikowski (Co-Trainer)
- 2016–2017 Fred Carroll / Tobias Stolikowski (Interims-Trainer) / Brad Bagu (Co-Trainer)
- 2017–2022 Lenny Soccio / Björn Naujokat (Co-Trainer)
- 2022–2023 Björn Naujokat
- seit 2024 Todd Warriner[44]

### Hannover Braves
- 2010–2011 Bruce Keller / Bryan Phillips
- 2011–2012 Bryan Phillips / Jan Hemmes / Marco Spors (Co-Trainer)

## Rivalität
Der langjährige DEL-Club Hannover Scorpions gilt seit seiner Gründung als größter Rivale der Indians. Nachdem es zeitweise intensive Fanfreundschaften zwischen beiden Standorten gab, verschlechterte sich das Verhältnis rapide nach der Umbenennung des ESC Wedemark Scorpions in Hannover Scorpions und dem anschließenden Umzug vom Icehouse Mellendorf in die TUI Arena Hannover.
Obwohl die Indians bis zur Saison 2008/09 zwei Klassen tiefer als die Scorpions spielten, ist ihr Anteil am Zuschauerzuspruch in Hannover beträchtlich. So kamen die Hannover Indians in der Hauptrunde der Oberligasaison 2008/09 auf einen Zuschauerschnitt von 3.264, während die Hannover Scorpions bei den Hauptrundenspielen der DEL-Saison 08/09 einen Schnitt von 5.668 Zuschauern erreichten.
Sportlich treffen beide Clubs seit der Oberliga-Saison 2013/14 erstmals nach 1983/84 und 1984/85 in Pflichtspielen aufeinander.

## Hannover Braves
Die EC Hannover Braves (ehemals Pferdeturm Towers) traten in den Spielzeiten 2010/11 und 2011/12 zunächst als Spielgemeinschaft des EC Hannover Indians und des Pferdeturm Towers e. V., später als Mannschaft des EC Hannover in der Oberliga-Nord an. Sie sollten als Kooperationspartner der Indians Spielern des eigenen Nachwuchses den Sprung in die 1. Mannschaft ermöglichen.
Aus wirtschaftlichen Gründen wurde zur Saison 2012/13 das Oberligateam zugunsten einer neuen Juniorenmannschaft des Stammvereins abgemeldet. Viele bisherige Braves-Spieler wechselten anschließend zum Herforder EV, wo der ehemalige Braves-Trainer Bruce Keller arbeitete.

## Fraueneishockey
Vor der Saison 2018/19 wurden der EC Hannover Indians neuer Trägerverein der Fraueneishockeymannschaft des SC Langenhagen, welcher seine Eishockeyabteilung auflöste. In der anschließenden Saison belegte das Frauenteam den letzten Platz der Hauptrunde und verlor beide Play-down-Runden, so dass die Indians als sportlicher Absteiger feststanden.
Bei einem Spiel der Indians gegen die Kölner Haie in der 2. Liga Nord wurde am 23. März 2024 im Eisstadion am Pferdeturm mit 4036 Besuchern ein neuer Zuschauerrekord im deutschen Fraueneishockey aufgestellt.